# Pierwszy rząd Gustava Stresemanna
Pierwszy rząd Gustava Stresemanna – 13 sierpnia 1923 – 6 października 1923.
| Funkcja                                                 | Imię i nazwisko                          | Partia      |
| ------------------------------------------------------- | ---------------------------------------- | ----------- |
| Reichskanzler – Kanclerz Rzeszy                         | Gustav Stresemann                        | DVP         |
| Stellvertreter des Reichskanzlers – Wicekanclerz Rzeszy | Robert Schmidt                           | SPD         |
| Minister spraw zagranicznych                            | Gustav Stresemann                        | DVP         |
| Minister spraw wewnętrznych                             | Wilhelm Sollmann                         | SPD         |
| Minister sprawiedliwości                                | Gustav Radbruch                          | SPD         |
| Minister finansów                                       | Rudolf Hilferding                        | SPD         |
| Minister gospodarki                                     | Hans von Raumer (do 3 października 1923) | DVP         |
| Minister polityki żywnościowej i rolnictwa              | Hans Luter                               | bezpartyjny |
| Minister pracy                                          | Heinrich Brauns                          | Zentrum     |
| Minister obrony                                         | Otto Geßler                              | DDP         |
| Minister transportu                                     | Rudolf Oeser                             | DDP         |
| Minister poczty                                         | Anton Höfle (od 29 sierpnia 1923)        | Zentrum     |
| Minister do spraw terytoriów okupowanych                | Johannes Fuchs                           | Zentrum     |
| Minister odbudowy                                       | Robert Schmidt                           | SPD         |